# کلاوس کلینفیلد
کلاوس کلینفیلد (به آلمانی: Klaus Kleinfeld) (زاده ۶ نوامبر ۱۹۵۷) کارآفرین و مدیر ارشد اجرایی آلمانی است، که اکنون به‌عنوان مدیر عامل اجرایی و رئیس هیئت مدیره شرکت آلکوا فعالیت می‌کند، همچنین از اعضای هیئت مدیره شرکت‌های بایر و سیتی‌گروپ، همچنین از اعضای ثابت گروه بیلدربرگ می‌باشد.
کلینفیلد در فاصله سال‌های ۲۰۰۵ تا ۲۰۰۷ مدیرعاملی شرکت زیمنس را برعهده داشت. وی سابقه مدیریت در شرکت‌های نوارتیس و هنکل را نیز در کارنامه خود دارا می‌باشد.